# 熊本県立熊本工業高等学校
熊本県立熊本工業高等学校（くまもとけんりつ くまもとこうぎょうこうとうがっこう, 英語: Kumamoto Prefectural Kumamoto Technical High School）は、1898年（明治31年）に創立した、熊本県熊本市中央区上京塚町にキャンパスを置く県立工業高等学校。略称は「熊本工」、または「熊工」（くまこう）。
熊本市内にある県立学校としては唯一の工業を専門とした高校である。

## 概要
歴史
1898年（明治31年）に開校した「熊本県工業學校」を前身とする。「熊本県立工業學校」を経て、1951年（昭和26年）に現在の名称となった。2018年（平成30年）に創立120周年を迎えた。2021年（令和3年）4月時点での卒業生は約44,000名に達する。
設置課程・学科
全日制課程10学科、3学年30学級（定員は1学級40名）。
機械科・電気科・電子科・工業化学科・テキスタイルデザイン科・土木科・建築科・材料技術科・インテリア科・情報システム科
定時制課程3学科、4学年12学級（定員は1学級40名）。
機械科・電気科・建築科
教育綱領（校訓）
「明朗真摯・創意工夫・友愛協調」
校章
銀杏の葉を背景に、「工高」の文字（縦書き）を配している。
校歌
作詞は八波則吉、作曲は永井幸次による。2番まであり、校名は歌詞に登場しない。
校地・施設
寄宿舎「熊工寮」を有している。
敷地面積は約4万㎡(12,000坪）で、工業高校としては日本一の広さである。
特色
文部科学省のIT人材育成プロジェクトの研究指定校となっている。2011年度（平成23年度）は、前年度までの「未踏前進」加えて「工業人たる前に、まず良き人間たれ」を実践している。
同窓会
「熊工会」と称している。東京、東海に支部を置く。
制服
男子：金ボタン5個の黒学ラン、以前には学帽も制定された。女子：紺色のブレザーと白ブラウスに紺色のネクタイ。

## 沿革
- 1898年（明治31年）4月1日 - 熊本市中央区南千反畑町に「熊本県工業學校」として創立。
- 1899年（明治32年）12月9日 - 熊本市中央区大江の新校舎に移転
- 1901年（明治34年）6月 - 「熊本県立工業學校」と改称
- 1934年（昭和9年） - 第20回 全国高等学校野球選手権大会　準優勝
- 1937年（昭和12年） - 第23回 全国高等学校野球選手権大会　準優勝
- 1943年（昭和18年） - 現在地（熊本市中央区上京塚町）の新校舎に移転
- 1948年（昭和23年）4月 - 学制改革により、「熊本県立工業高等学校」と改称。
- 1951年（昭和26年）4月 - 「熊本県立熊本工業高等学校」（現校名）と改称
- 1960年（昭和35年）4月 - 定時制を設置
- 1996年（平成8年） - 第78回 全国高等学校野球選手権大会　準優勝
- 1998年（平成10年） - 創立100周年
- 1999年（平成11年） - 第一体育館改築、第54回国民体育大会（くまもと未来国体）バレーボール競技会場となる
- 2023年（令和5年） - 繊維工業科をテキスタイルデザイン科に改称

## 熊工野球部
熊工という名前を全国区に押し上げたものとして、吹奏楽部（特に全日本マーチングコンテストでは金賞10回、銀賞5回受賞）、陸上部、駅伝部、ラグビー部、卓球部などの部活動がある。その中でも、野球部が第一に挙げられる。
2024年現在でセンバツ21回、夏23回の計44回の甲子園出場を誇り、これは熊本県内の高校の中では、ダントツの甲子園出場回数となる。九州学院とはライバルであり、熊本大会で何度か対戦しており、決勝では4度対戦して３勝1敗である。
甲子園春夏通算勝敗は46勝43敗（春夏通算の甲子園出場回数、勝星数、秋の九州大会優勝回数はすべて九州No.1の好成績）で、夏準優勝3回・ベスト4が5回。なかでも1996年夏の決勝は高校野球ファンに対して印象深い試合である。卒部生としては川上哲治、吉原正喜、後藤次男、山森雅文、伊東勤、井上真二、緒方耕一、前田智徳、塩崎真、田中秀太、荒木雅博などがいる。2008年度の創立110周年記念事業の一環として、野球殿堂入りした川上哲治と吉原正喜の両名を称えるモニュメントが同校敷地内に建立された。

## 部活動一覧
体育部
- 野球部
- 陸上部
- 駅伝部
- ラグビー部
- サッカー部
- バスケットボール部
- バレーボール部
- ハンドボール部
- テニス部
- ソフトテニス部
- ソフトボール部
- バドミントン部
- 卓球部
- 水泳部
- 柔道部
- 剣道部
- 空手道部
- ボクシング部
- 弓道部
- 山岳部

文化部
- 吹奏楽部
- 新聞部
- 電波部
- 物理部
- 化学部
- 美術部
- 写真部
- 映像研究部
- 放送部
- マイコン部
- 自動車部
- 囲碁・将棋部
- アニメーション部
- 書道部
- 華道部
- ESS部
- 工業部
- 応援団

## 著名な出身者
プロ野球選手
※選手名の後ろの★はタイトルを獲得､または表彰を受けた選手
- 中村民雄
- 吉田猪佐喜
- 吉原正喜★
- 川上哲治★
- 高木茂
- 岩本巌男
- 岡本敏男
- 丸尾千年次
- 川口敬次郎
- 鈴木田登満留
- 田中資昭
- 田中金太郎
- 武宮敏明
- 後藤次男★
- 福永幸雄
- 荒木健治
- 八浪知行（中退・元熊本県議会議長）
- 北川信義
- 山本哲也★
- 島田雄二
- 八浪彬雄
- 山部儒也
- 中村和臣
- 添島時人
- 山村幹弘
- 田中春雄
- 酒井啓吾
- 西園寺昭夫★
- 山部精治
- 吉本安徳
- 古賀英彦
- 前田益穂★

- 成田秀秋
- 西田幸雄
- 宮原一喜
- 山本公士★
- 正垣泰裕
- 長島吉邦
- 内田照文
- 松本正幸
- 前田亨
- 金井正幸
- 蓬萊昭彦
- 山森雅文★
- 大津一洋
- 伊東勤★（定時制に在学→4年次に埼玉県立所沢高等学校定時制へ転校）
- 野村裕二
- 高村洋介
- 井上真二★
- 二宮正己
- 緒方耕一★
- 永野吉成
- 森秀二
- 村上誠一
- 前田智徳★
- 塩崎真
- 高波文一
- 田中秀太★
- 荒木雅博★
- 田中雅興
- 松本輝
- 山本光将
- 岩見優輝
- 藤村大介★
- 山口翔

社会人野球選手
- 奥村剛（埼玉西武ライオンズ球団社長）
- 木村重太郎
- 澤村幸明（日本通運硬式野球部監督）
- 林幸義（元野球部監督）
- 村上和幸
- 吉浦貴志

サッカー選手
- 赤星魁麻
- 谷山湧人

バスケットボール選手
- 森哲

バレーボール選手
- 坂梨朋彦

柔道選手
- 木村勝範

ラグビー選手
- 森田栄一郎（元東芝府中；ブレイブルーパス 日本A代表）
- 中居智昭（元東芝ブレイブルーパス 日本代表CAP11）
- 竹内恵亮（元コカ・コーラレッドスパークス 九州代表）
- 西村将充（元コカ・コーラレッドスパークス 九州代表）
- 松岡公法（元コカ・コーラレッドスパークス 九州代表）
- 小田正浩（元ホンダヒート）

マラソン選手
- 西本一也（第33回信毎マラソン優勝）

競輪選手
- 合志正臣
- 森内章之

プロボクサー
- 永田丈晶

プロレスラー
- グレート草津
- 唐揚げ大佐

アニメ関係者
- わたなべひろし（アニメーター、アニメ演出家）
- 平田智浩（アニメーター、アニメ演出家）
- 山崎理（アニメーター、アニメ演出家）
- 神志那弘志（アニメーター、アニメ演出家）

芸能人
- 桂竹紋（落語家。元風犬ナンジャの江口幸久）
- 宮田洋容（漫才師、宮田洋容・布地由起江）

政治家
- 春田重昭（元衆議院議員）
- 馬場成志（参議院議員）

実業家
- 高崎義一（キズナジャパン創業者）
- 四倉友弘（神峯電子社長）
- 三島良之（熊本市議会議員　歯科技工士）

その他
- 角居洋司（技術コンサルタント）
- 原幸雄（全日本マーチングバンド指導者協会公認指導員・本部検定委員・九州支部事務局長、現本校吹奏楽部指導者）

## 不祥事

### いじめ問題
2022年10月に当時1年生の男子生徒が自殺した。この生徒は、入部した部活動において、3年生部員らから行き過ぎた指導を受け、また、練習の欠席を認めなかったりするなど、継続的にいじめが行われていたことが明らかになった。また、相談を受けた顧問の教諭も、「生徒のメンタルが弱い」と見做していたとされる。熊本県教育委員会が設置した第三者委員会は2024年8月21日に、上級生らの継続的ないじめが自殺の要因となったとした上で、顧問教諭らもいじめをしていた生徒らに、もっと厳しく接するよう伝えたとして、学校の体制に問題があったと結論付ける答申を出した。これを受け同年8月27日に、当時の校長が謝罪会見を行った。